# Zimiromus lubricus
Zimiromus lubricus är en spindelart som först beskrevs av Simon 1893.  Zimiromus lubricus ingår i släktet Zimiromus och familjen plattbuksspindlar. Inga underarter finns listade i Catalogue of Life.